# Виленбах
Виленбах (нем. Wielenbach) — община в Германии, в земле Бавария. 
Подчиняется административному округу Верхняя Бавария. Входит в состав района Вайльхайм-Шонгау.  Население составляет 3162 человека (на 31 декабря 2010 года). Занимает площадь 33,01 км².